# Jóvio (governador persa)
Jóvio (em latim: Iovius) foi um oficial persa do século VI, ativo durante o reinado do xá Hormisda IV (r. 579–590). Em 586, ele e Maruta comandaram Arzanena para o Império Sassânida, mas desertaram ao general bizantino Filípico com informações sobre relevantes fortalezas no país aos bizantinos. Eles foram enviados com Heráclio, o Velho para encontrá-las.